# بخش سنت-مرتن-سنت-بارتلمی
بخش سنت-مرتن-سنت-بارتلمی (به فرانسوی: Arrondissement de Saint-Martin-Saint-Barthélemy) یک بخش در فرانسه است.